# Nazelles-Négron
Nazelles-Négron é uma comuna francesa na região administrativa do Centro, no departamento Indre-et-Loire. Estende-se por uma área de 22,31 km². Em 2010 a comuna tinha 3 546 habitantes (densidade: 158,9 hab./km²).